# Canton de Strasbourg-1
Le canton de Strasbourg-1 est une circonscription électorale française située dans la circonscription administrative du Bas-Rhin sur le territoire de la collectivité européenne d'Alsace.
Il comprend les quartiers du Centre-Ville (Grande Île), du Finkwiller, de la Krutenau et une partie du Neudorf,.

## Histoire
De 1833 à 1871 et de 1919 à 1962, il n'y avait que 4 cantons dans l'arrondissement de Strasbourg-Ville : les cantons de Strasbourg-Est, Strasbourg-Nord, Strasbourg-Ouest et Strasbourg-Sud.
Le canton de Strasbourg-1 est créé en 1962 à partir de l'ancien canton de Strasbourg-Sud.
Par décret du 18 février 2014, le nombre de cantons du département est divisé par deux, avec mise en application aux élections départementales de mars 2015. Le canton de Strasbourg-1 est conservé et s'agrandit.

## Représentation

### Représentation avant 2015
| Période | Période | Identité                      | Étiquette    | Qualité |
| ------- | ------- | ----------------------------- | ------------ | --- |
| 1962    | 1970    | Charles Arbogast              | MRP puis CDP | Ajusteur, syndicaliste chrétien, secrétaire des Assedic Député (1956-1958) Conseiller municipal de BischheimAncien conseiller général du canton de Strasbourg-Sud |
| 1970    | 1994    | Joseph Reiffsteck (1913-2001) | UDR puis RPR | Président de l'association des mutilés des yeux de guerre, adjoint au maire de Strasbourg                                                                         |
| 1994    | 2001    | Harry Lapp                    | UDF          | Dirigeant d'entreprises Député de 1993 à 1997 Conseiller municipal de Strasbourg de 1995 à 2008                                                                   |
| 2001    | 2015    | Robert Herrmann               | PS           | Adjoint au maire de Strasbourg (2008-2020) Président de Strasbourg Eurométropole (2014-2020)                                                                      |

### Représentation depuis 2015
| Période élective | Période élective | Mandat | Mandat   | Identité            | Nuance | Nuance | Qualité                                                                                  |
| ---------------- | ---------------- | ------ | -------- | ------------------- | ------ | ------ | ---------------------------------------------------------------------------------------- |
| 2015             | 2021             | 2015   | 2021     | Mathieu Cahn        |        | PS     | Cadre de la fonction publique territoriale 3e adjoint au maire de Strasbourg (2008-2020) |
| 2015             | 2021             | 2015   | 2021     | Suzanne Kempf       |        | PS     | Infirmière Conseillère municipale de Strasbourg                                          |
| 2021             | 2028             | 2021   | en cours | Florian Kobryn      |        | ECO    | Ingénieur civil des Ponts et chaussées, Neudorf                                          |
| 2021             | 2028             | 2021   | en cours | Ludivine Quintallet |        | EELV   | Cadre de la fonction publique, Neudorf                                                   |

À l'issue du 1er tour des élections départementales de 2015, deux binômes sont en ballotage : Mathieu Cahn et Suzanne Kempf (PS, 30,01 %) et Claudine Bastian et Éric Senet (Union de la Droite, 28,86 %). Le taux de participation est de 44,98 % (11 718 votants sur 26 052 inscrits) contre 47,83 % au niveau départemental et 50,17 % au niveau national.
Au second tour, Mathieu Cahn et Suzanne Kempf (PS) sont élus avec 54,17 % des suffrages exprimés et un taux de participation de 42,82 % (5 600 voix pour 11 156 votants et 26 052 inscrits).

## Composition

### Composition avant 2015
Le canton de Strasbourg-1 comprenait une partie de la commune de Strasbourg (centre-ville).

### Composition depuis 2015
| Nom                                | Code Insee | Intercommunalité            | Superficie (km2) | Population (dernière pop. légale)                 | Densité (hab./km2) | Modifier                                    |
| ---------------------------------- | ---------- | --------------------------- | ---------------- | ------------------------------------------------- | ------------------ | ------------------------------------------- |
| Strasbourg (bureau centralisateur) | 67482      | Eurométropole de Strasbourg | 78,26            | Fraction : 49 326 (2022) Commune : 291 709 (2022) | 3 727              | modifier les données · modifier les données |
| Canton de Strasbourg-1             | 6717       |                             |                  | 49 326 (2022)                                     |                    | modifier les données                        |

Le canton de Strasbourg-1 est formé de la partie de la commune de Strasbourg située à l'intérieur d'un périmètre défini par l'axe des voies et limites suivantes : rue de la Plaine-des-Bouchers, rue Averroès, pont du Heyritz, quai Louis-Pasteur, quai Mathiss, pont des Frères-Matthis, cours de l'Ill, quai Turckheim, quai Desaix, quai de Paris, quai Kellermann, quai Schœpflin, quai Lezay-Marnesia, quai Sainte-Attale (ancien quai Saint-Étienne), rue de la Pierre-Large, pont Saint-Guillaume, quai des Pêcheurs, rue Ernest-Munch, rue de la Krutenau, rue de Zürich, rue de l'Hôpital-Militaire, rue de Lausanne, quai du Général-Koenig, route de Vienne, canal du Rhône au Rhin, pont Winston-Churchill, rue Edmond-Michelet, rue de Landsberg, avenue Jean-Jaurès, rue de Ribeauvillé, rue de Kaysersberg, rue de la Ziegelau, route du Polygone, rue du Lazaret, rue de la Charité, rue des Vanneaux, voie de chemin de fer.
Il comprend les quartiers du Centre-Ville (Grande Île), du Finkwiller, de la Krutenau et d'une partie de Neudorf,.

## Démographie

### Démographie avant 2015
| 1962 | 1968 | 1975 | 1982 | 1990   | 1999   | 2006   | 2011   | 2012   |
| ---- | ---- | ---- | ---- | ------ | ------ | ------ | ------ | ------ |
| -    | -    | -    | -    | 23 116 | 23 756 | 25 891 | 26 316 | 26 457 |

### Démographie depuis 2015
En 2022, le canton comptait 49 326 habitants, en évolution de +5,22 % par rapport à 2016 (Bas-Rhin : +3,17 %, France hors Mayotte : +2,11 %).
| 2013   | 2018   | 2022   |
| ------ | ------ | ------ |
| 47 687 | 47 352 | 49 326 |